# ハリー・モール
ハリー・モール閣下（英語: Hon. Harry Maule、1659年10月18日 – 1734年6月23日）は、スコットランド王国出身の軍人・好古家。ジャコバイトとして1715年ジャコバイト蜂起に参加したため、領地を没収され、政界からも締め出された。大陸ヨーロッパへの追放中にスコットランド史に関する史料を収集し、子孫の第11代ダルハウジー伯爵フォックス・モール＝ラムゼイにより1874年に出版された。

## 生涯
第2代パンミュア伯爵ジョージ・モール（1619年 – 1671年）と妻ジーン（Jean、旧姓キャンベル（Campbell）、1624年/1625年 – 1703年、初代ラウドン伯爵ジョン・キャンベルの長女）の六男として、1659年10月18日に生まれた。青年期に大陸ヨーロッパを旅して学問を積んだ。兄ジョージは1679年にアンガスのケリー城（Kelly Castle）を購入した後、1681年にそれをモールに譲っており、モール自身も1680年代にセント・アンドルーズ大主教からアーバーロットとカスリー（Cuthlie、アンガス南東部の地名）の領地を購入した。1686年にケリーにおける残りの領地を兄ジェームズから譲られたことで、1687年にはケリーの男爵（封建領主）として承認された。
1689年にスコットランドでの仮議会が開かれると、同年3月にブレッチン選挙区で議員に当選した。しかし、モールはジェームズ2世を支持し、ジェームズ2世が王位を喪失（forfeit）したとする仮議会の決定に反対して議場から退出した。その後、ウィリアム3世とメアリー2世への忠誠宣誓を拒否して罰金を科され、1693年4月25日にブレッチン選挙区の議席が空位であることが宣言された。1707年には第23代マー伯爵ジョン・アースキンと親しい友人になり、政界においても盟友になった。
1715年ジャコバイト蜂起ではジャコバイトとして参加したが、兄ジェームズが編成したフォーファーシャー連隊に入隊せず、ジェントルマン志願兵の一部と連携して戦った。シェリフミュアの戦いでは参戦して、捕虜にされた兄ジェームズを救出している。蜂起が失敗に終わると、モールは1716年にネーデルラント連邦共和国（オランダ）に逃亡、フォーファーシャーでの領地を没収された。1718年のマー伯爵への手紙では帰国の可能性を悲観したが、1719年に恩赦を受けて帰国した。大陸ヨーロッパで客死した兄ジェームズとは対照的だった。
帰国した後も領地は没収されたままだったが、1724年に兄ジェームズの未亡人マーガレットとともに租借という形でパンミュア伯爵の旧領を取り戻した。モールは領地を直接買い戻そうとしたが、これは許可されなかった。また、兄ジェームズが1723年に死去した後は名目上の第5代パンミュア伯爵になったが、これはジャコバイトの間でのみ承認される爵位継承だった。ジャコバイトとの文通では「パンミュア伯爵」と呼ばれ、モール自身も最後までジャコバイトの信念を捨てなかったという。これにより政界進出の道は閉ざされ、その代わりに封建法（feudal law）や教会法に関する研究を深め、『オックスフォード英国人名事典』ではエディンバラの聖職者ジェームズ・グリーンシールズ（James Greenshields）との文通がモールの宗教に関する知識の深さを証明しているとした。
大陸ヨーロッパでは兄ジェームズとともにモール家族史を研究し、スコットランド史に関する多くの史料を収集した。モールの子孫にあたる第11代ダルハウジー伯爵フォックス・モール＝ラムゼイは系譜学者ジョン・ステュアートに依頼して収集した史料を整理、1874年にRegistrum de Panmureとして出版した。
1734年6月23日にエディンバラで死去、ホリールード・アビー教会に埋葬された。

## 著作
- Maule, Harry, Hon. (1874) [1733]. Stuart, John (ed.). Registrum de Panmure (英語). Vol. I. Edinburgh.
- Maule, Harry, Hon. (1874) [1733]. Stuart, John (ed.). Registrum de Panmure (英語). Vol. II. Edinburgh.
  - 収集した史料に関する著作[2]。

## 家族
1695年3月7日にメアリー・フレミング（Mary Fleming、1702年3月没、第5代ウィッグトン伯爵ウィリアム・フレミングの娘）と婚約、後に正式に結婚して3男2女をもうけた。
- ジョージ - 早世[4]
- ジェームズ（1729年4月16日没[4]） - 1727年イギリス総選挙で庶民院議員就任を目指し、失敗に終わった[8]
- ウィリアム（1700年 – 1782年1月4日） - 初代パンミュア伯爵[4]
- ヘンリエッタ - 早世[4]
- ジーン（1769年4月27日没） - 1726年11月、ラムゼイ卿ジョージ・ラムゼイ（George Ramsay, Lord Ramsay、1739年5月25日没、第6代ダルハウジー伯爵ウィリアム・ラムゼイの長男）と結婚、子供あり。その後、ジョン・ストロサー・カー（John Strother Kerr）と再婚[4]

1704年1月27日、アンナ・リンジー・クロフォード（Anna Lindsay-Crawford、1729年8月12日没、パトリック・リンジー＝クロフォードの娘、初代ガーノック子爵ジョン・リンジー＝クロフォードの姉妹）と再婚、5男1女をもうけたが、うち4男1女が早世した。
- パトリック - 早世[4]
- ジョン（1706年 – 1781年7月2日） - 庶民院議員、スコットランド財務府裁判所判事、生涯未婚[4]
- トマス - 早世[4]
- デイヴィッド - 早世[4]
- チャールズ - 早世[4]
- マーガレット - 早世[4]